# Жебровский, Людвиг Северович
Людвиг Северович Жебровский (1934—2011) — учёный в области селекции и разведения сельскохозяйственных животных.

## Биография
В 1954 г. закончил Тальянский зоотехнический техникум (с. Тальянки Черкасской области).
В 1959 г. закончил зоотехнический факультет Ленинградского сельскохозяйственного института. В 1959—1960 гг. работал главным зоотехником совхоза «Озерский» Калининградской области.
Аспирант (1961—1964), старший научный сотрудник (1964—1969), заведующий лабораторией (1969—1975) ВНИИ разведения и генетики с.-х. животных и одновременно (1972—1975) профессор кафедры разведения с.-х. животных Ленинградского СХИ.
Заведующий кафедрой генетики, разведения и биотехнологии с.-х. животных (с 1975 по 2005 гг.), проректор по научной работе (1977—1979) Ленинградского СХИ. Заместитель (1979—1988), первый заместитель председателя (1988—1993), главный учёный секретарь (1993—1996) президиума Отделения по Нечернозёмной зоне РФ РАСХН.
В 1990 г. избран действительным членом (академиком) ВАСХНИЛ.
Л. С. Жебровский был крупным ученым в области селекции и разведения сельскохозяйственных животных. Им было опубликовано свыше 400 научных работ, в том числе ряд учебников и крупных монографий по разведению с.-х. животных, селекции, племенному делу. Подготовлено около 90 кандидатов и докторов наук. 
Заслуженный деятель науки Российской Федерации (1995). Опубликовано около 500 научных трудов, в том числе 100 книг и брошюр. Ряд трудов опубликован за рубежом.